# Thomas Carew (Politiker, 1624)
Sir Thomas Carew (* unsicher: getauft 19. Juli 1624; † 25. Juli 1681) war ein englischer Politiker, der dreimal als Abgeordneter für das House of Commons gewählt wurde.

## Herkunft und Ausbildung
Thomas Carew entstammte der Familie Carew aus Antony, einer Familie der Gentry aus Cornwall. Er war der zweite Sohn von Richard Carew, 1. Baronet aus dessen zweiten Ehe mit Grace Rolle. Zu seinen Geschwistern gehörten sein Bruder John Carew und sein Halbbruder Alexander Carew, der 1643 ihren Vater beerbte, aber während des Englischen Bürgerkriegs als Verräter hingerichtet wurde. Ab 1641 lernte Carew im Inner Temple Rechtskunde.

## Politische Karriere
Carew war zu jung, um an den Kämpfen des Bürgerkriegs teilzunehmen, und wurde Barrister. Gegen Ende des Commonwealth wurde er Abgeordneter für Callington, und als 1660 die Mitglieder des House of Commons neu gewählt wurden, kandidierte er am 6. Mai 1660 erfolgreich für das Borough Mitchell in Cornwall. Obwohl sein älterer Bruder John im Oktober 1660 als Regicide verurteilt und hingerichtet wurde, unterstützte Carew die Politik von Karl II. und wurde mit Landbesitz in Bowhill und Higher Barley bei Exeter belohnt, der zuvor enteigneten Gegnern des Königs gehört hatte. Durch seine Heirat mit Elizabeth Cupper, der Tochter eines Kaufmanns aus Barley erwarb er weiteren Grundbesitz in der Umgebung von Exeter. Zu seinen zahlreichen Ämtern gehörte ab 1662 das Amt eines Friedensrichters in Devon. Carew erwarb sich in Mitchell und Exeter hohes Ansehen. Am 21. Juli 1671 wurde er zum Ritter geschlagen. 1676 wurde er zum Recorder von Exeter gewählt, dazu wurde er 1676 Deputy Lieutenant von Devon. Als Recorder verhörte er den in Haft befindlichen General John Lambert, der verdächtigt wurde, einer mutmaßlichen Papisten-Verschwörung anzugehören. Bei den Unterhauswahlen im Februar 1679 kandidierte Carew erfolglos für Exeter, doch bei der Wahl im Februar 1681 wurde er als Gegner der Exclusion Bill als Abgeordneter für Exeter gewählt. Er starb aber bereits fünf Monate später und wurde bei der St Thomas the Apostle's Church in Exeter beigesetzt.

## Familie und Nachkommen
Nach dem 26. August 1661 hatte Carew Elizabeth Cupper, eine Tochter von John Cupper geheiratet. Mit ihr hatte er fünf Söhne und drei Töchter, darunter:
- Thomas Carew (1664–1705)
- Richard Carew
- Henry Carew